# Erotic Empire
Erotic Empire è un videogioco di simulazione gestionale per Windows.
Il videogioco ruota intorno all'obiettivo di costruire il proprio impero multimiliardario sull'industria della pornografia.

## Modalità di gioco
Erotic Empire è un videogioco di tipo gestionale in cui si controlla un impero economico basato sulla produzione e servizi sull'erotismo. Dalla produzione di video erotici, calendari e photo-book, produzione di vibratori, completi d'abbigliamento osé e la gestione di hot-line telefoniche, queste sono le principali attività che potremo mettere in opera. Per mantenere tutto ciò occorrerà guadagnare denaro dalla nostra attività, ed oltre a ciò e possibile chiedere prestiti bancari per il mantenere attività senza andare in fallimento. Per far funzionare l'attività e per mantenerla si dovranno assumere del personale, sia impiegatizio, sia artistico, e per fare ciò si dovrà frequentare fiere e locali dove potremo contattare e mettere in contratto risorse umane per la nostra azienda. L'attività necessiterà di locali specifici per i diversi settori della nostra impresa come set cinematografici, set di posa, macchine industriali e uffici per il personale per pianificare le attività di produzione della società.